# Ross Lynch
Ross Shor Lynch, född 29 december 1995 i Littleton i Colorado, är en amerikansk skådespelare, musiker, sångare och låtskrivare. Han var huvudsångare för poprockbandet R5. Som skådespelare är han känd för sin debutroll som Austin Moon i Disney Channel-originalserien Austin och Ally, och för sin roll som Brady i Teen Beach Movie-serien. 
År 2017 medverkade Lynch som huvudrollen i filmen My Friend Dahmer, där han spelade en tonårig Jeffrey Dahmer. Sedan 2018 har Lynch spelat som Harvey Kinkle i Netflix-serien Chilling Adventures of Sabrina.
Bandet R5 har tillsammans skrivit en rad egna låtar som "Can't Get Enough of You", "Never", "Without You" och "Say You'll Stay", och de spelar även covers och ger mindre konserter. Bandets första EP Loud släpptes den 19 februari 2013 med låtarna "I Want You Bad", "Fallin' For You", "Loud" och "Here Comes Forever". 
Den 24 september 2013 släpptes deras första album vid namn Louder med 11 låtar, bl.a. "Pass Me By", "(I  Can't) Forget About You" och alla låtar från Loud. Den 5 februari 2014 startade de sin världsturné i Warszawa, Polen och sen dess har de besökt Israel, Norge, Sverige, Danmark, Tyskland, Belgien, Nederländerna, Italien, Spanien och Frankrike. De spelade på Klubben, Fryshuset i Stockholm när de besökte Sverige den 11 februari 2014.
Bandet även släppt ett album vid namn Sometime Last Night vilket är deras andra studioalbum tillsammans med Hollywood Records. Albumet inkluderar bland annat singlarna "Smile", "Let's Not Be Alone Tonight" och "All Night". Under deras turné Sometime Last Night Tour spelade bandet på Klubben Fryshuset 4 oktober 2015.
Deras sista EP som släpptes var New Addictions det låtar som var med på den skivan var "If", "tradig time", "Red valvet", "Lay Your Head Down" samt deras tolkning av "Need you tonight" av INXS. De hade även en sista turné under namnet R5 år 2017 med samma namn som EP:n. Under turnén spelade dem två konsterer i Sverige den första i Stockholm den 5 oktober och den andra kvällen efter i Göteborg. 
Efter detta valde de fem medlemmarna att gå skilda vägar även om två av bildade ett nytt bandet som heter "The driver era" som består av Ross och Rocky Lynch. De var under 2019 på turné i USA med resten av det gamla bandet Rydel, Riker samt Ratliff. Under 2019 ska det eventuellt återvända till Europa på en ny turné.  

## Filmografi

### Film
- Grapple!
- A Day as Holly's Kids
- Teen Beach Movie
- Muppets Most Wanted
- Teen Beach 2
- Status update
- My Friend Dahmer

### TV
- Moises Rules!
- Austin och Ally
- Jessie
- Ultimate Spider-Man
- Violetta